# 岡崎郁
岡崎 郁（おかざき かおる、1961年〈昭和36年〉6月7日 - ）は、大分県大分市出身の元プロ野球選手（内野手、右投左打）・コーチ・二軍監督、解説者、YouTuber。
独立リーグ：九州アジアリーグの大分B-リングスでGMを務める。

## 経歴

### プロ入り前
大分商業高校では1979年春夏の甲子園に連続出場。春の選抜ではエースとして起用され、1回戦で作新学院を5-1で降す。しかし2回戦では東洋大姫路に打ち崩され大敗を喫する。夏の選手権では遊撃手に回る。2年生エース松本健（東芝大分）の好投もあって準々決勝に進出するが、横浜商の宮城弘明に抑えられ敗退。同年の全日本高校選抜チームによるハワイ遠征にも選出される。
法政大学への進学を希望していたが、1979年のプロ野球ドラフト会議で巨人から内野手として3位で指名される。その後の交渉で当時の一軍監督だった長嶋茂雄の説得を受けたことから、入団に至った。このドラフトでは岡田彰布（早稲田大学）が6球団競合1位で話題になったが、阪神球団はもし岡田を外していたら岡崎を外れ1位で指名する予定であった。

### プロ入り後
入団当初は内野陣に河埜和正、篠塚利夫、中畑清、などが揃っていたため、一軍公式戦への出場機会に恵まれなかった。
1984年には、肋膜炎を患って療養生活を送ったため、支配下選手登録を外れて練習生として扱われた。
1985年には、支配下登録選手への復帰を経て一軍に定着。河埜や石渡茂といったベテラン内野手と遊撃手のレギュラーを争い、8月には定位置を獲得する。
1987年には鴻野淳基との熾烈な定位置争いの中、主に2番打者として81試合に先発出場。一軍公式戦での通算失策を2にとどめ、守備率.994を記録。遊撃手としてのシーズン守備率のNPB記録（当時）を樹立するなど、レギュラークラスの働きを随所に見せていた。同年の西武との日本シリーズでも3試合に先発、12打数4安打を記録する。
1988年には鴻野淳基が外野手に回り、77試合に先発した。また、同年から背番号が入団時から付けていた「45」から「5」に変更となる。
1989年には、当時の一軍監督・藤田元司に勝負強い打撃を見出されたことを機に、春季キャンプで三塁手や一塁手としての守備を練習。オープン戦で首位打者を獲得すると、開幕戦では一塁手としてスタメンに起用された。さらに原の左翼手へのコンバートに伴い一塁手から三塁手に復帰した中畑が開幕直後に故障。これを機に三塁手のレギュラーに定着する。結果として遊撃手から三塁手へのコンバートに成功した。打撃面でも、親友の駒田徳広とのコンビで6番、7番打者を任されると、「第2のクリーンナップ」として他球団から恐れられるまでに成長。同年は初の規定打席（20位、打率.268）に到達した。オールスターゲームのファン投票でも1989年から4年連続でセ・リーグ三塁手部門の1位となる。1989年の近鉄との日本シリーズでは2本塁打を放ち優秀選手賞を獲得、
1990年はシーズン途中に故障離脱するが、終盤に規定打席に到達して打率.289（リーグ14位）を記録し、チームのセ・リーグ優勝に貢献。初めてゴールデングラブ賞を獲得した。西武に圧倒された1990年の日本シリーズでも、12打数5安打1本塁打と孤軍奮闘し敢闘賞を受賞した。なお、1990年の日本シリーズで西武野球の強さを目の当たりにした岡崎は「私の野球観が変わった」との言葉を残している。
1991年から選手会長・主将も務めた。同年は、8月終了時点で打率.294を記録していたが、9月以降閉幕まで70打数6安打で打率.086、0本塁打で、最終的には打率.258と平凡な成績に終わった。
1992年まで三塁手のレギュラーの座を維持。
1993年には原が三塁手に復帰した為に控えに回るが、チームが極度の打撃不振に陥り、同年8月11日には、ヤクルトとの対戦で、一軍公式戦ではチーム58代目の4番打者に起用され、先制適時打を含む3安打1打点を記録した。
1994年は原の故障もあって三塁手に戻り、6月からは5番打者に定着。規定打席には届かなかったがリーグ優勝に貢献。西武との日本シリーズでは第3戦で2安打、第4戦で3安打を放ちチーム日本一に力を添えた。この時、以前は西武に負けた時に「野球観が変わった」と言っていたのが「ああいう野球は元々はジャイアンツの野球だった」と語っている。
1995年には元木大介の出遅れで開幕から二塁手としての起用されこの年一軍では二塁手最多出場したものの衰えが出てしまい、1996年には元木、高村良嘉の成長や仁志敏久の入団などから、開幕直後に二軍落ちするなど出場機会が激減。一軍定着後としては自己ワーストの成績に終わりこの年で現役を引退した。自身が付けていた背番号「5」は入れ替わりでFA移籍で西武から移籍した清原和博が付ける事になった。

### 現役引退後
引退後はニッポン放送「ショウアップナイター」野球解説者（1997年 - 2004年）として活動する傍ら、TBSテレビ『おはようクジラ』（1997年4月 - 1999年3月）→『エクスプレス』水曜日（1999年4月 - 2002年3月）スポーツキャスターや、東京都千代田区三崎町の焼肉店「香おる」のオーナーも務めた。
2005年にはヤンキース傘下マイナーリーグ1Aリバードッグス・3Aクリッパーズにコーチ留学し、メジャー流の指導を学んだほか、バート・ミアディッチを直々に視察。「香おる」は別の人に譲り、店名も「スポーツ炭火焼肉ドーム」に変更した。
帰国後は古巣・巨人に復帰し、二軍打撃コーチ（2006年 - 2007年）→二軍ヘッド兼内野守備走塁コーチ（2008年）→二軍監督（2009年 - 2010年, 2013年 - 2015年）、ヘッドコーチ（2011年 - 2012年）、編成本部アドバイザー（2016年）、スカウト部長（2017年 - 2019年）を務めた。2010年には第17回IBAFインターコンチネンタルカップ日本代表監督も務め、ヘッドコーチ時代の2011年11月11日に球団会長渡邉恒雄によって江川卓の一軍ヘッドコーチ就任・岡崎の降格という人事が決められていることが、当時の球団代表・清武英利による渡邉への告発を通じて明らかになった。これに対して、渡邉は翌11月12日に、江川に対して正式にヘッドコーチの就任を要請していないことを明言。チームの秋季キャンプ中だった11月15日には、桃井恒和オーナーがキャンプ地の宮崎を訪れたうえで、岡崎に対して一軍ヘッドコーチへの留任を伝えている。球団では、江川のヘッドコーチ就任を「原辰徳一軍監督と渡邉の会談で出た案の一つ」と説明する一方で、清武に対して11月18日付で球団内のあらゆる役職からの解任を通告した。
2019年12月1日付でジャイアンツアカデミー校長に就任。
2021年12月15日にYouTubeチャンネル『アスリートアカデミア【岡崎郁 公式チャンネル】』を開設した。
2021年限りで退団。
2022年11月2日、出身地の大分県を本拠とする九州アジアリーグの大分B-リングスでゼネラルマネージャーに就任することが発表された。

## 選手としての特徴・人物
柔らかいバット捌きとミートの巧さから“篠塚2世”と呼ばれた好打者。クラッチヒッターであり、抜群の勝負強さも武器であった。守備では内野全ポジションをこなし、1990年には三塁手としてゴールデングラブ賞を受賞している。
親戚に元乃木坂46でタレントの衛藤美彩がいる。なお、衛藤は岡崎の大分商業高校の後輩である源田壮亮と結婚しているが結婚式の招待状は来なかった。
元々阪神タイガースのファンであったことを公言している。1979年のドラフト会議では、もし阪神に一位指名されなければ大学に進学する予定であったため、三位で指名された巨人に入団の断りを入れるつもりだったが、当時の監督であった長嶋茂雄が実家に直接訪れて説得され、断りきれなかったとのことである。
1984年、肋膜炎で入院中に、もう復帰できないかもしれないと塞ぎ込んでいたが、ある女子高校生から1通のファンレターを貰った。それが、とても励みになり後に結婚に至った。

## 詳細情報

### 年度別打撃成績
| 年 度      | 球 団      | 試 合 | 打 席 | 打 数 | 得 点 | 安 打 | 二 塁 打 | 三 塁 打 | 本 塁 打 | 塁 打 | 打 点 | 盗 塁 | 盗 塁 死 | 犠 打 | 犠 飛 | 四 球 | 敬 遠 | 死 球 | 三 振 | 併 殺 打 | 打 率 | 出 塁 率 | 長 打 率 | O P S |
| ---------- | ---------- | ----- | ----- | ----- | ----- | ----- | -------- | -------- | -------- | ----- | ----- | ----- | -------- | ----- | ----- | ----- | ----- | ----- | ----- | -------- | ----- | -------- | -------- | ----- |
| 1982       | 巨人       | 1     | 0     | 0     | 0     | 0     | 0        | 0        | 0        | 0     | 0     | 0     | 0        | 0     | 0     | 0     | 0     | 0     | 0     | 0        | ----  | ----     | ----     | ----  |
| 1983       | 巨人       | 1     | 1     | 1     | 0     | 0     | 0        | 0        | 0        | 0     | 0     | 0     | 0        | 0     | 0     | 0     | 0     | 0     | 0     | 0        | .000  | .000     | .000     | .000  |
| 1985       | 巨人       | 96    | 236   | 198   | 27    | 53    | 11       | 0        | 4        | 76    | 19    | 2     | 0        | 4     | 3     | 30    | 7     | 1     | 29    | 5        | .268  | .362     | .384     | .746  |
| 1986       | 巨人       | 92    | 314   | 281   | 33    | 83    | 10       | 3        | 6        | 117   | 37    | 0     | 0        | 11    | 4     | 18    | 5     | 0     | 34    | 7        | .295  | .333     | .416     | .750  |
| 1987       | 巨人       | 117   | 359   | 297   | 40    | 74    | 17       | 0        | 0        | 91    | 14    | 0     | 1        | 31    | 2     | 28    | 0     | 1     | 61    | 4        | .249  | .314     | .306     | .620  |
| 1988       | 巨人       | 106   | 368   | 316   | 38    | 87    | 13       | 5        | 5        | 125   | 30    | 9     | 1        | 17    | 2     | 33    | 0     | 0     | 39    | 5        | .275  | .342     | .396     | .737  |
| 1989       | 巨人       | 127   | 501   | 444   | 57    | 119   | 23       | 1        | 12       | 180   | 59    | 4     | 3        | 5     | 5     | 43    | 1     | 4     | 49    | 8        | .268  | .335     | .405     | .740  |
| 1990       | 巨人       | 102   | 403   | 356   | 52    | 103   | 24       | 6        | 6        | 157   | 49    | 2     | 1        | 1     | 4     | 41    | 1     | 1     | 50    | 10       | .289  | .361     | .441     | .802  |
| 1991       | 巨人       | 113   | 452   | 400   | 44    | 103   | 13       | 1        | 5        | 133   | 44    | 1     | 2        | 2     | 5     | 43    | 4     | 2     | 56    | 10       | .258  | .329     | .333     | .661  |
| 1992       | 巨人       | 124   | 510   | 461   | 57    | 116   | 24       | 2        | 12       | 180   | 53    | 1     | 2        | 0     | 2     | 45    | 2     | 2     | 86    | 6        | .252  | .320     | .390     | .710  |
| 1993       | 巨人       | 70    | 183   | 165   | 14    | 35    | 3        | 0        | 3        | 47    | 19    | 1     | 1        | 0     | 2     | 15    | 0     | 1     | 30    | 5        | .212  | .279     | .285     | .564  |
| 1994       | 巨人       | 111   | 363   | 327   | 35    | 84    | 15       | 0        | 6        | 117   | 45    | 1     | 1        | 1     | 3     | 32    | 1     | 0     | 32    | 13       | .257  | .320     | .358     | .678  |
| 1995       | 巨人       | 84    | 259   | 233   | 23    | 48    | 6        | 2        | 3        | 67    | 14    | 2     | 2        | 3     | 0     | 22    | 1     | 1     | 37    | 7        | .206  | .277     | .288     | .565  |
| 1996       | 巨人       | 12    | 13    | 11    | 2     | 1     | 0        | 0        | 1        | 4     | 1     | 0     | 0        | 0     | 0     | 2     | 1     | 0     | 1     | 1        | .091  | .231     | .364     | .594  |
| 通算：14年 | 通算：14年 | 1156  | 3962  | 3490  | 422   | 906   | 159      | 20       | 63       | 1294  | 384   | 23    | 14       | 75    | 32    | 352   | 23    | 13    | 504   | 81       | .260  | .327     | .371     | .698  |

### 表彰
- ゴールデングラブ賞：1回 （1990年）
- 日本シリーズ敢闘賞：1回 （1990年）
- 日本シリーズ優秀選手賞：1回 （1989年）

### 記録
初記録
- 初出場：1982年10月5日、対横浜大洋ホエールズ25回戦（後楽園球場）、9回表に河埜和正に代わり遊撃手として出場
- 初打席：1983年8月28日、対ヤクルトスワローズ18回戦（後楽園球場）、5回裏に香坂英典の代打として出場、宮本賢治の前に凡退
- 初安打：1985年4月13日、対横浜大洋ホエールズ1回戦（後楽園球場）、8回裏に河埜和正の代打として出場、斉藤明夫から単打
- 初先発出場：1985年4月25日、対中日ドラゴンズ2回戦（後楽園球場）、7番・遊撃手として先発出場
- 初打点：1985年4月26日、対中日ドラゴンズ3回戦（後楽園球場）、3回裏に郭源治から適時打
- 初本塁打：1985年7月31日、対広島東洋カープ13回戦（広島市民球場）、7回表に山根和夫からソロ

節目の記録
- 1000試合出場：1994年6月21日、対広島東洋カープ11回戦（東京ドーム）、5番・二塁手として先発出場　※史上320人目

その他の記録
- オールスターゲーム出場：4回 （1989年 - 1992年）

### 背番号
- 45 （1980年 - 1987年）
- 5 （1988年 - 1996年）
- 75 （2006年 - 2008年）
- 83 （2009年 - 2015年）